# Rubus pluribracteatus
Rubus pluribracteatus är en rosväxtart som beskrevs av Ling Ti Lu och Boufford. Rubus pluribracteatus ingår i släktet rubusar, och familjen rosväxter. Utöver nominatformen finns också underarten R. p. lobatisepalus.